# Teruo Akiyama
Teruo Akiyama (秋山輝男?, Akiyama Teruo; Prefettura di Kumamoto, 16 settembre 1891 – Golfo di Kula, 6 luglio 1943) è stato un ammiraglio giapponese, attivo durante la seconda guerra mondiale.
Si arruolò nella Marina imperiale nel 1913 e si specializzò in naviglio silurante, servendo su svariate navi leggere o nei ranghi di divisioni di unità sottili, e poté cumulare anche una discreta esperienza a bordo di sommergibili. Dalla metà degli anni venti comandò circa una decina tra torpediniere, cacciatorpediniere e dragamine, alternandosi con incarichi a terra, e arrivò al grado di capitano di vascello alla fine del 1937; fu attivo sul fronte cinese alla testa di divisioni cacciatorpediniere, anche se spesso non di prima qualità, come comandante dell'incrociatore leggero Naka e alla guida di unità minori sia navali che terrestri. Promosso contrammiraglio verso la fine del 1942, tornò in Giappone e nel marzo 1943 assunse il comando della 3ª Squadriglia cacciatorpediniere, venendo coinvolto nella campagna delle isole Salomone. Portò a termine diverse missioni di rifornimento e trasporto truppe con le proprie unità ma quella avvenuta nella notte tra il 5 e il 6 luglio 1943 sfociò in una violenta battaglia notturna contro una formazione statunitense che gli costò la vita.

## Biografia

### Inizio della carriera
Teruo Akiyama nacque il 16 settembre 1891 nella prefettura di Kumamoto. In giovane età s'iscrisse all'Accademia navale di Etajima; studiò nella 41ª classe e si diplomò il 12 dicembre 1913, sessantasettesimo su 118 allievi. Ottenne il brevetto di aspirante guardiamarina e fu imbarcato sull'incrociatore corazzato Asama, a bordo del quale completò la crociera d'addestramento all'estero. Rientrato in Giappone fu spostato al nuovo incrociatore da battaglia Kurama l'11 agosto 1914, per proseguire la preparazione. Già il 1º dicembre fu però riassegnato alla nave da battaglia pre-dreadnought Asahi e fu portato in concomitanza al grado di guardiamarina. Il 1º febbraio 1915 fu comunque sbarcato e il 5 prese posto sulla nave da battaglia Suwo, catturata all'Impero russo nel 1905; completò infine il periodo di addestramento a bordo dell'incrociatore corazzato Izumo, sul quale era stato trasferito il 5 novembre dello stesso anno. Il 1º dicembre 1916, appena promosso sottotenente di vascello, iniziò a frequentare il Corso base presso la Scuola siluristi di Yokosuka; completò gli studi e passò subito dopo (1º giugno 1917) al Corso base della Scuola d'artiglieria navale, concluso in sei mesi esatti. Fu quindi assegnato alla 15ª Divisione torpediniere, presso la quale rimase un anno per affinare le proprie doti e conoscenze. Il 1º dicembre 1918 fu trasferito nell'equipaggio della torpediniera Yudachi, poi il 18 gennaio 1919 transitò nella 13ª Divisione sommergibili e infine il 1º novembre nei ranghi della 1ª Divisione sommergibili. L'esperienza maturata in questi incarichi lo orientò verso il naviglio silurante e, pertanto, il 1º dicembre 1919 iniziò il Corso avanzato della Scuola siluristi.

### Gli anni venti e trenta
Il 1º dicembre 1920 Akiyama concluse con successo gli studi e fu promosso tenente di vascello: fu immediatamente destinato al posto di ufficiale capo all'armamento silurante del cacciatorpediniere Isokaze, ammiraglia di divisione. Il 10 agosto 1921, in virtù della preparazione anche nell'ambito dei battelli sottomarini, fu riassegnato al gruppo di ufficiali incaricato di supervisionare l'allestimento finale del sommergibile Ro-18, sul quale poi prestò servizio dal 1º al 20 novembre. Fu infatti subito reintegrato tra i supervisori del completamento del battello Ro-26, che entrò in servizio il 20 aprile 1922. Akiyama spese oltre un anno nell'equipaggio dell'unità e soltanto il 1º dicembre 1923 ebbe un nuovo incarico a terra, presso il 2º Distretto navale con quartier generale a Kure: comandante di uno dei reparti dell'Unità di difesa assegnata alle strutture della Marina. Il 7 febbraio 1924 ebbe il primo comando di una nave, vale a dire la torpediniera Fubuki peraltro sulla via della radiazione; infatti il successivo 1º dicembre fu trasferito al comando della Yugure, riclassificata come dragamine. Il 1º dicembre 1925 assunse il comando di un terzo vascello leggero, il dragamine W-1 da poco in servizio e, un anno esatto più tardi, ricevette sia la promozione a capitano di corvetta, sia il comando del cacciatorpediniere di seconda classe Tachibana (incapace cioè di operazioni oceaniche). Con tutte queste unità Akiyama espletò normali compiti nelle acque nazionali giapponesi e continuò anche con il successivo incarico, quando riprese il comando del W-1 (20 gennaio 1928); il 1º novembre dello stesso anno prese il controllo del cacciatorpediniere di seconda classe Kashiwa e il 1º novembre 1929 passò alla testa del pari tipo Sawarabi, più moderno.

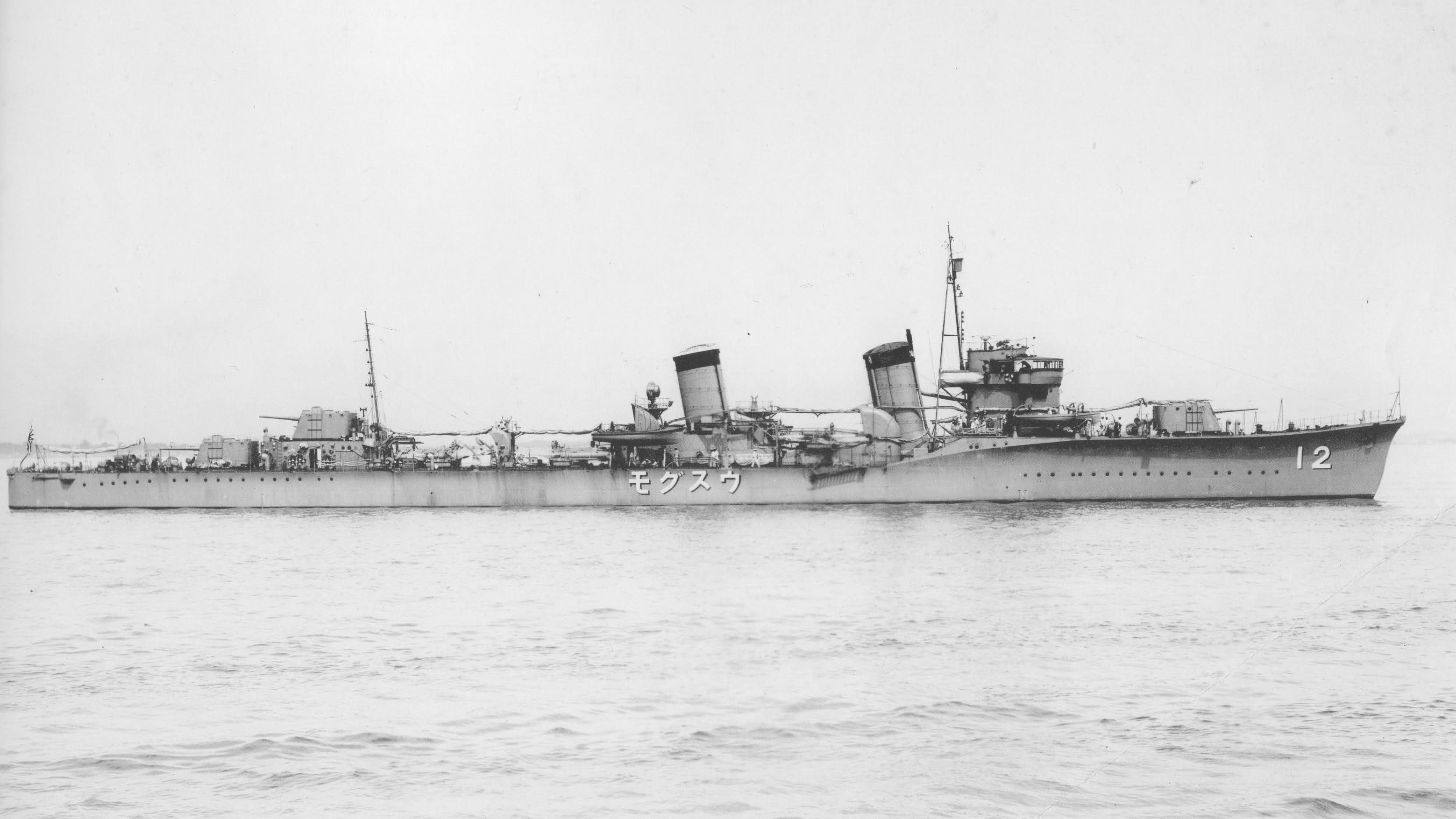
Tra i diversi cacciatorpediniere al comando di Akiyama figurò anche lUsugumo

Il 20 novembre 1930 Akiyama, portando avanti la specializzazione, divenne nuovo comandante del cacciatorpediniere di squadra o di prima classe Hamakaze, ultimo ruolo della lunga sequela di comandi in mare. L'8 gennaio 1931 tornò infatti a Kure per assumere la direzione di tutto il naviglio silurante dipendente dall'Unità di difesa della base (per lo più unità d'addestramento) e per lavorare nel distretto: rimase in questa posizione sino al 1º dicembre 1932, quando fu promosso capitano di fregata e assegnato a capo del moderno cacciatorpediniere Murakumo, che doveva guidare per quasi tre anni; nel corso di questo periodo comandò brevemente, in contemporanea, anche l'unità gemella Usugumo. Il 15 novembre 1935 fu riassegnato alla base di Kure in qualità di vicecomandante dell'Unità di difesa, reparto che ormai ben conosceva, e il 2 novembre 1936 fu nuovamente destinato al servizio in mare alla testa dell'11ª Divisione dragamine. Il 1º dicembre 1937 fu portato al grado di capitano di vascello e concordemente creato comandante della 30ª Divisione cacciatorpediniere, formata da esemplari dell'ancora valida classe Mutsuki; il 10 dicembre 1938 fu spostato alla testa della 4ª Divisione cacciatorpediniere con la quale continuò a servire sul fronte di guerra cinese. Il 25 ottobre 1939 cominciò un breve periodo di comando della 34ª Divisione cacciatorpediniere, unità di seconda linea costituita da navi della classe Minekaze che lasciò già il successivo 15 novembre per divenire capitano del vecchio incrociatore leggero Naka; a bordo di questi espletò un servizio ordinario, senza particolari avvenimenti.

### La seconda guerra mondiale e la morte
Akiyama fu nuovamente messo di stanza a terra il 15 ottobre 1940, rimanendo però solo un mese presso il 3º Distretto navale con quartier generale a Sasebo: il 15 novembre fu infatti investito del comando della 1ª Divisione cannoniere, in realtà composta da vascelli requisiti e convertiti a funzioni militari, con la quale si dedicò a regolari pattugliamenti dei fiumi cinesi sotto il controllo delle forze armate imperiali. Dal 15 settembre 1941 Akiyama cumulò, in via provvisoria, anche il comando della 1ª Unità di difesa sempre schierata in Cina, il quale gli fu poi confermato il 25 a scapito della divisione cannoniere. Akiyama rimase in Cina ben oltre l'inizio della guerra contro gli Alleati occidentali in Asia e il 10 marzo 1942 fu trasferito alla testa della 21ª Base per unità sommergibili, che gestì sino al 20 settembre, quando fu richiamato in Giappone e assegnato con un incarico non specificato dalle fonti al 2º Distretto navale: il 1º novembre seguente ebbe la promozione a contrammiraglio. L'11 fu nuovamente spostato al 3º Distretto navale e qui fu messo a capo del Corpo marinai di Sasebo, che amministrava i baraccamenti e il personale. Rimase in questa posizione sino al 23 marzo 1943, quando gli fu annunciata la nomina a comandante della 3ª Squadriglia cacciatorpediniere al posto del pari grado Shintarō Hashimoto: il reparto era stato messo da un mese alle dipendenze dell'8ª Flotta, che operava da Rabaul e dalle isole Shortland nei difficili teatri operativi delle isole Salomone e della Nuova Guinea. Con i propri cacciatorpediniere raggruppati in tre divisioni (spesso in cattivo stato di manutenzione) Akiyama dovette schedulare un'intensa serie di operazioni di rifornimento alle numerose posizioni nipponiche; la sua nave ammiraglia, l'obsoleto incrociatore leggero Sendai, fu disponibile solo a intermittenza in primavera poiché abbisognò di revisioni dapprima alla base di Truk, poi a Sasebo: Akiyama coordinò l'azione delle sue navi ruotando tra di esse fino al 25 giugno, quando issò le proprie insegne sul cacciatorpediniere Niizuki, nuovo di zecca. A fine mese le forze statunitensi nelle Salomone dettero avvio agli sbarchi principali in Nuova Georgia allo scopo di catturare l'aeroporto di Munda sulla punta sud-occidentale; i comandi giapponesi, di conseguenza, pianificarono una serie di viaggi del Tokyo Express verso l'isola di Kolombangara, subito a nord-ovest della Nuova Georgia, per irrobustirne la guarnigione e concentrarvi i rinforzi per Munda.

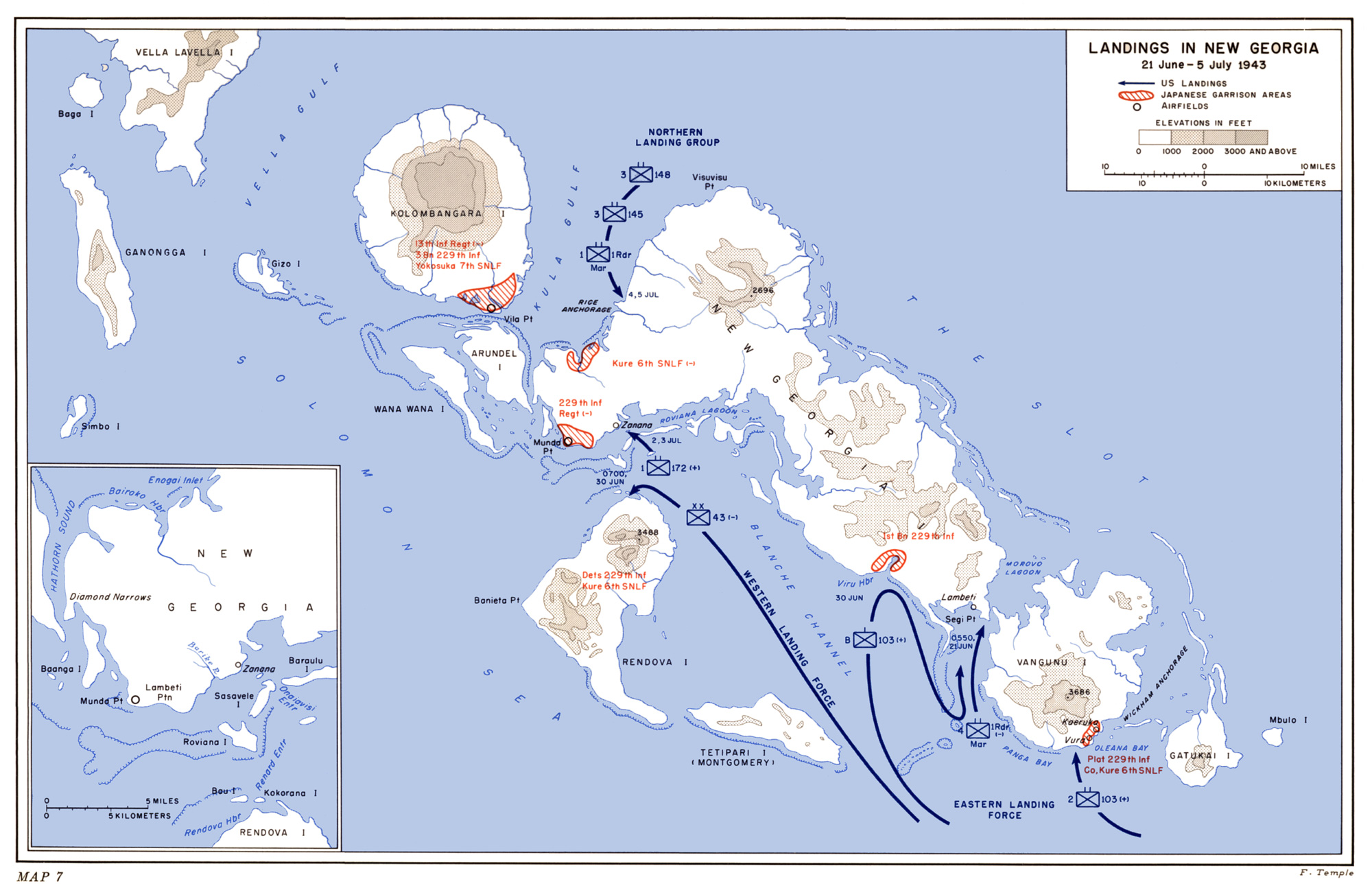
Carta delle operazioni in Nuova Georgia nell'estate 1943: sono segnalate l'ubicazione delle basi giapponesi e il Golfo di Kula

La risposta alle operazioni americane ricadde sull'8ª Flotta e Akiyama ebbe ordine di bombardare la testa di ponte nemica sull'isola di Rendova, dirimpetto a Munda: radunò il Niizuki, sette dei propri cacciatorpediniere e l'incrociatore leggero Yubari e partì immediatamente; l'azione si svolse nella notte del 2-3 luglio ma non ebbe alcun effetto, poiché Akiyama non aveva osservatori sul posto e il cannoneggiamento cadde lontano dalle posizioni statunitensi. Dopo aver respinto alcune motosiluranti avversarie ripiegò alle isole Shortland. Qui organizzò nei giorni successivi l'imbarco di truppe e rifornimenti sui cacciatorpediniere, in totale 4 000 uomini che dovevano arrivare a Vila, sulla costa meridionale di Kolombangara. Il primo scaglione fu caricato sul Niizuki, sul Nagatsuki e sullo Yunagi: Akiyama salpò il 4 luglio ma, nella notte, incappò in una forza navale statunitense che aveva appena bombardato Vila e stava uscendo dal Golfo di Kula. Grazie al radar del Niizuki Akiyama orchestrò un lancio di siluri sulla lunga distanza e invertì la rotta, causando l'affondamento del cacciatorpediniere USS Strong. Il giorno dopo la 3ª Squadriglia si preparò per una sortita in massa. Akiyama assegnò quasi tutte le unità più vecchie a due gruppi da trasporto, unì poi il Suzukaze e il Tanikaze (prestati dalle squadriglie della 2ª Flotta) al Niizuki in una forza di scorta che avrebbe protetto le operazioni di scarico, previste per la notte del 5-6 luglio a Vila. Egli salpò nel pomeriggio e fu presto localizzato dalla ricognizione avversaria, ma proseguì la missione. Entrò da nord nel Golfo di Kula e sfilò lungo la costa orientale di Kolombangara, mandando avanti i gruppi di trasporto che cominciarono lo sbarco: egli invertì la rotta per coprire le operazioni, sempre rasente la costa dell'isola. In questo frangente arrivò una formazione statunitense forte di tre incrociatori leggeri e quattro cacciatorpediniere, che Akiyama scoprì poco prima delle 02:00 del 6 luglio. Richiamò subito gli altri cacciatorpediniere per sostenere la battaglia e piegò verso nord-ovest, per non farsi chiudere nel golfo dal nemico in arrivo da est. In ogni caso gli incrociatori e i cacciatorpediniere americani aprirono il fuoco sulla scorta delle informazioni fornite dai loro radar (più avanzati di quelli nipponici) e il Niizuki, il bersaglio più grande, fu martellato da decine di proietti di grosso calibro. La torre di comando e la plancia furono tempestate e Akiyama rimase ucciso sul colpo con tutti gli altri ufficiali e marinai presenti; il Niizuki in fiamme sbandò immediatamente e sprofondò in poco tempo. Altre unità nipponiche furono colpite, ma la scorta superstite rilasciò siluri che provocarono l'affondamento dell'USS Helena, prima di rompere il contatto. A sua volta il Nagatsuki, avariato, si incagliò in vista della spiaggia e fu distrutto in giornata.
Akiyama fu promosso postumo a viceammiraglio nelle settimane successive al combattimento.